# Bad Schmiedeberg
Bad Schmiedeberg è una città tedesca di 8 107 abitanti, situata nel land della Sassonia-Anhalt.

## Storia
Il 1º agosto 1990 alla città di Bad Schmiedeberg venne aggregato il comune di Reinharz.

## Geografia antropica
Il territorio della città di Bad Schmiedeberg è diviso in 9 municipalità (Ortschaft), a loro volta ulteriormente divise in frazioni (Ortsteil):
| Municipalità     | Frazioni                                                    |
| ---------------- | ----------------------------------------------------------- |
| Bad Schmiedeberg | Bad Schmiedeberg Großwig Patzschwig Splau Moschwig Reinharz |
| Pretzsch (Elbe)  | Stadt Pretzsch (Elbe) Merschwitz Körbin-Neu Körbin-Alt      |
| Trebitz          | Trebitz Kleinzerbst Bösewig Österitz                        |
| Söllichau        | Söllichau                                                   |
| Meuro            | Meuro Ogkeln Scholis Sackwitz                               |
| Korgau           | Großkorgau Kleinkorgau                                      |
| Schnellin        | Schnellin Merkwitz                                          |
| Priesitz         | Priesitz Sachau                                             |

Ogni municipalità è amministrata da un "consiglio locale" (Ortschaftsrat).